# Maja Guštin
Maja Guštin est une ancienne joueuse slovène de volley-ball née le 11 octobre 1979. Elle mesure 1,89 m et jouait au poste de centrale. 

## Clubs
| Club                    | De        | À         |
| ----------------------- | --------- | --------- |
| Nova KBM Branik         | 1996-1997 | 1998-1999 |
| ŽOK TPV Novo Mesto      | 1999-2000 | 1999-2000 |
| University of Hawaii    | 2000-2001 | 2003-2004 |
| RC Villebon 91          | 2004-2005 | 2004-2005 |
| ŽOK TPV Novo Mesto      | 2006-2006 | 2006-2006 |
| Nova KBM Branik Maribor | 2006-2007 | 2009-2010 |
| VBK Klagenfurt          | 2010-2011 | 2010-2011 |
| Dauphines Charleroi     | 2011-2012 | 2011-2012 |
| OK Kamnik               | 2012-2013 | 2012-2013 |

## Palmarès
- Championnat de Slovénie
  - Vainqueur : 1998, 1999, 2009.
  - Finaliste : 2013.
- Coupe de Slovénie
  - Vainqueur : 1998, 1999, 2010, 2013.